# بخش بازرگان
بخش بازرگان یکی از بخش‌های شهرستان ماکو، استان آذربایجان غربی، ایران است.

## جمعیت
براساس سرشماری مرکز آمار ایران در سال ۱۳۹۵، جمعیت این بخش برابر با ۱۹٬۶۷۶ نفر (۵٬۵۱۹ خانوار) بوده‌است. 